# Puys du Chinonais
Les puys du Chinonais sont un ensemble de dix principales buttes-témoins silico-calcaires de l'ouest de l'Indre-et-Loire, dans la confluence de la Loire et de la Vienne.
Les caractères pédoclimatiques spécifiques de ces formations uniques en région Centre-Val de Loire leur valent d'héberger une faune et une flore particulières de type méditerranéen ou sub-montagnard sur des pelouses calcaires sèches et dans des bois de Chênes pubescents, formant ainsi un écosystème bien spécifique. Huit d'entre elles constituent depuis 2007 un site Natura 2000 qui recouvre deux ZNIEFF.

## Géographie

### Localisation

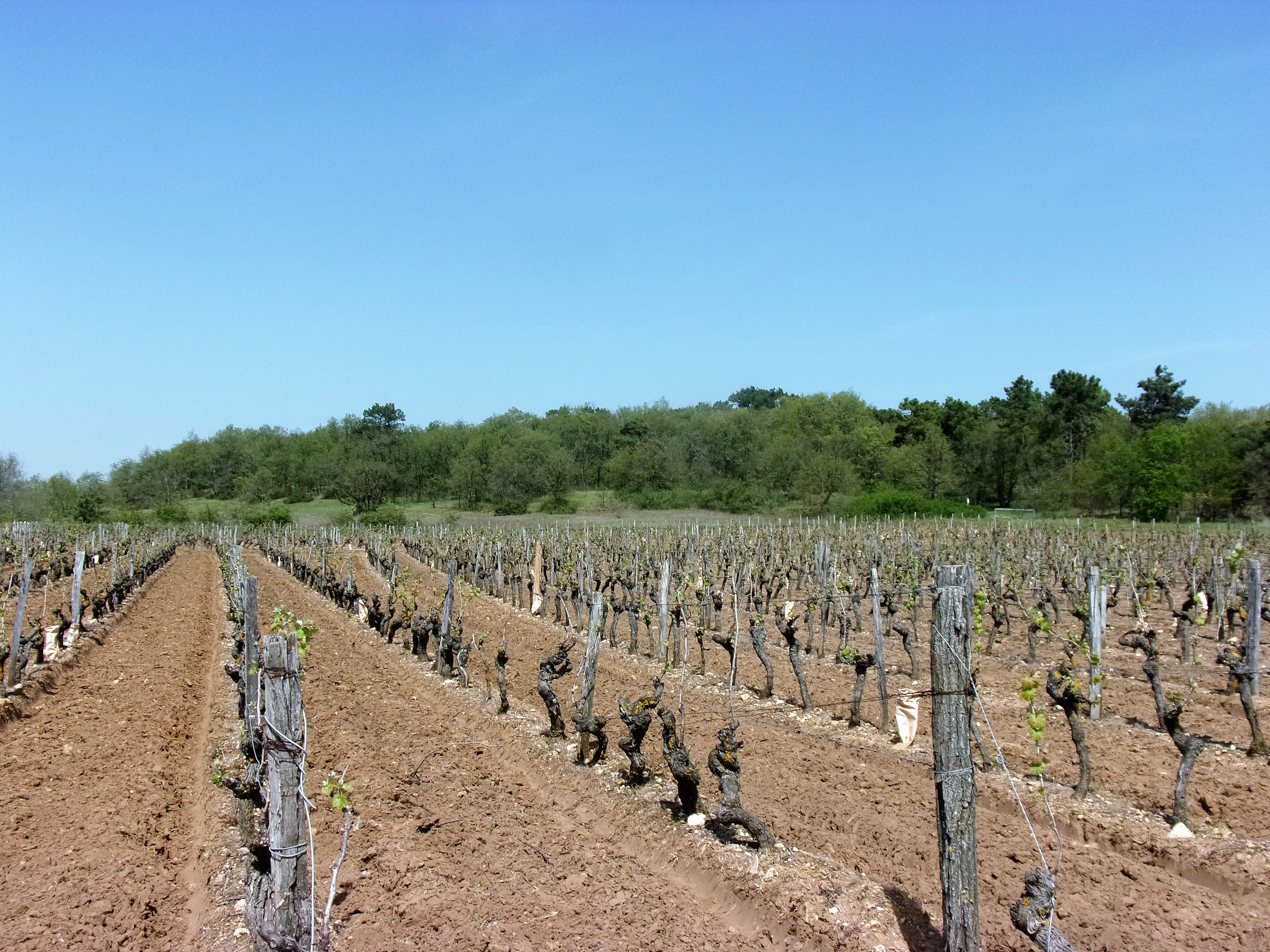
Vue du puy de la Colline depuis le sud-ouest.

Les puys du Chinonais sont localisés dans la partie orientale de la région naturelle du Véron, zone de confluence entre la Loire au nord et la Vienne au sud sur les trois communes de Beaumont-en-Véron, Chinon et Huismes. Leur altitude est très variable selon leur degré d'érosion mais elles dominent le paysage environnant et la plus élevée d'entre elles, le puy de la Colline, culmine à 88 m.
Dix buttes-témoins principales sont ainsi recensées :
- les Bois
- la butte aux Chilloux (ou la Jonbarbe) ;
- les Galippes ;
- les Moulins de Beau-Puy ;
- les Moulins de Rochette ;
- Pierre Galle ;
- le puy Besnard ;
- le puy de la Colline ;
- le puy du Pérou (ou Perrou) ;
- Trotte-Loup.

### Géologie

Carte géologique du secteur des puys.
C3b : craie micacée (Turonien)
C3c : tuffeau jaune (Turonien)
c4-6S : sables argileux (Sénonien)
Fv : alluvions de hautes terrasses (Quaternaire)

Les puys sont des buttes-témoins qui résultent de l'érosion du substrat calcaire crétacé et ces formations ne se rencontrent pas ailleurs en région Centre-Val de Loire.
Au niveau de ces puys, le tuffeau jaune turonien qui compose leur sous-sol comporte une proportion plus importante de silice qu'alentour, ce qui explique leur meilleure résistance. Le sommet des buttes peut être recouvert de sables argileux du Sénonien auxquels se superposent parfois des alluvions grossières (sables et galets). Les sols qui en résultant sont très variables selon la nature du substrat, selon qu'ils sont naturels ou qu'ils sont modifiés par des pratiques agricoles, anciennes ou contemporaines. De manière schématique, les sols bruns se rencontrent au sommet des puys ou à leur base, les pentes étant occupées par des rendzines.

### Climat
Le climat océanique dégradé auquel l'Indre-et-Loire est soumise présente quelques particularités dans le Chinonais. Le secteur des puys bénéficie des vents océaniques doux, de secteur ouest et sud-ouest, canalisés par La Loire et le Vienne en même temps qu'il est abrité des vents froids de l'est et du nord-est par la forêt domaniale de Chinon établie sur un plateau de 100 m d'altitude. En outre, cette partie de l'Indre-et-Loire reçoit un ensoleillement de 5 % supérieur au centre et à l'est du département. L'effet de ces conditions climatiques favorables est renforcé localement par la nature des sols des puys, qui emmagasinent facilement la chaleur pour la restituer par rayonnement sur une longue période.

### Faune et flore
La végétation naturelle comme artificielle des puys est généralement organisée en étages selon l'altitude mais surtout la nature du sol : bois au sommet des puys, pelouses rases à mi-pente et hautes herbes ou cultures au plus bas.
Les conditions pédoclimatiques créent un écosystème favorable au maintien d'une faune et d'une flore méditerranéennes ou parfois sub-montagnardes ; une douzaine d'espèces d'orchidées sauvages peuplent les pelouses sèches calcicoles,, l'Anémone pulsatille est localement présente et la Cigale rouge peut se rencontrer dans les bois de pins.

Faune et flore des puys du Chinonais (sélection)
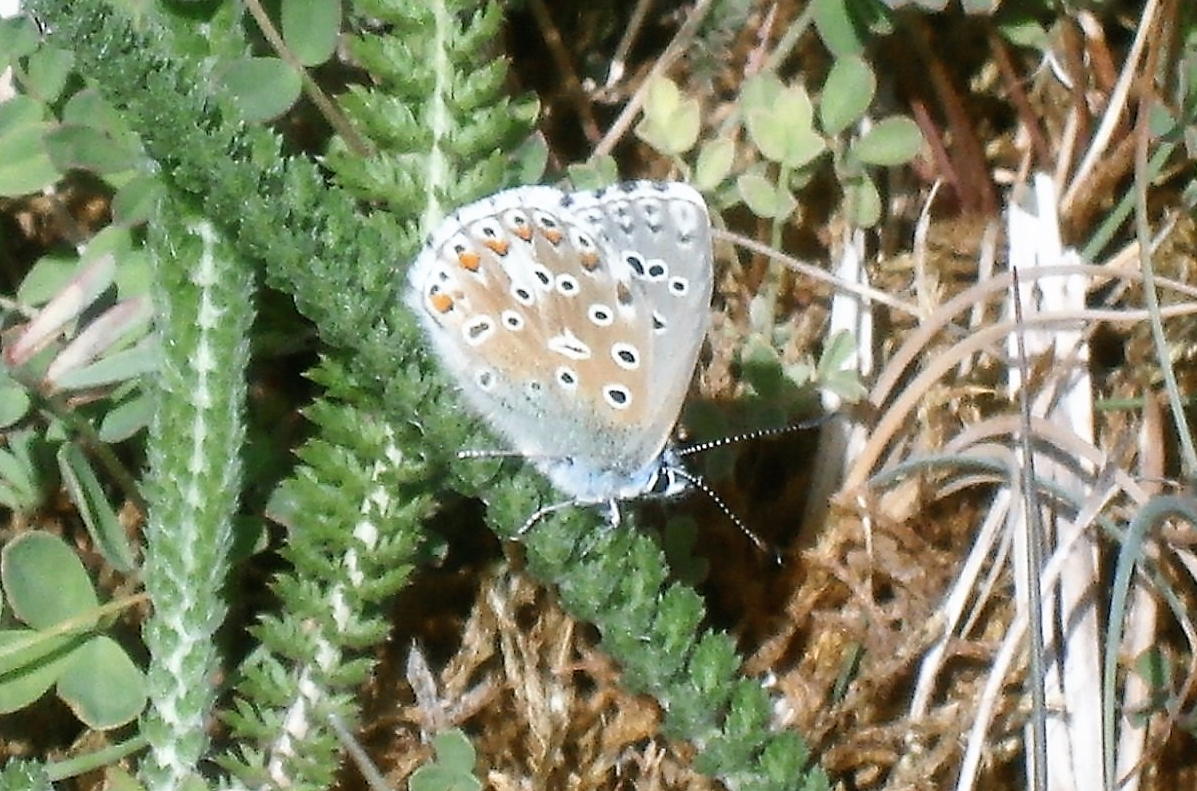
Azuré bleu céleste (puy Besnard).
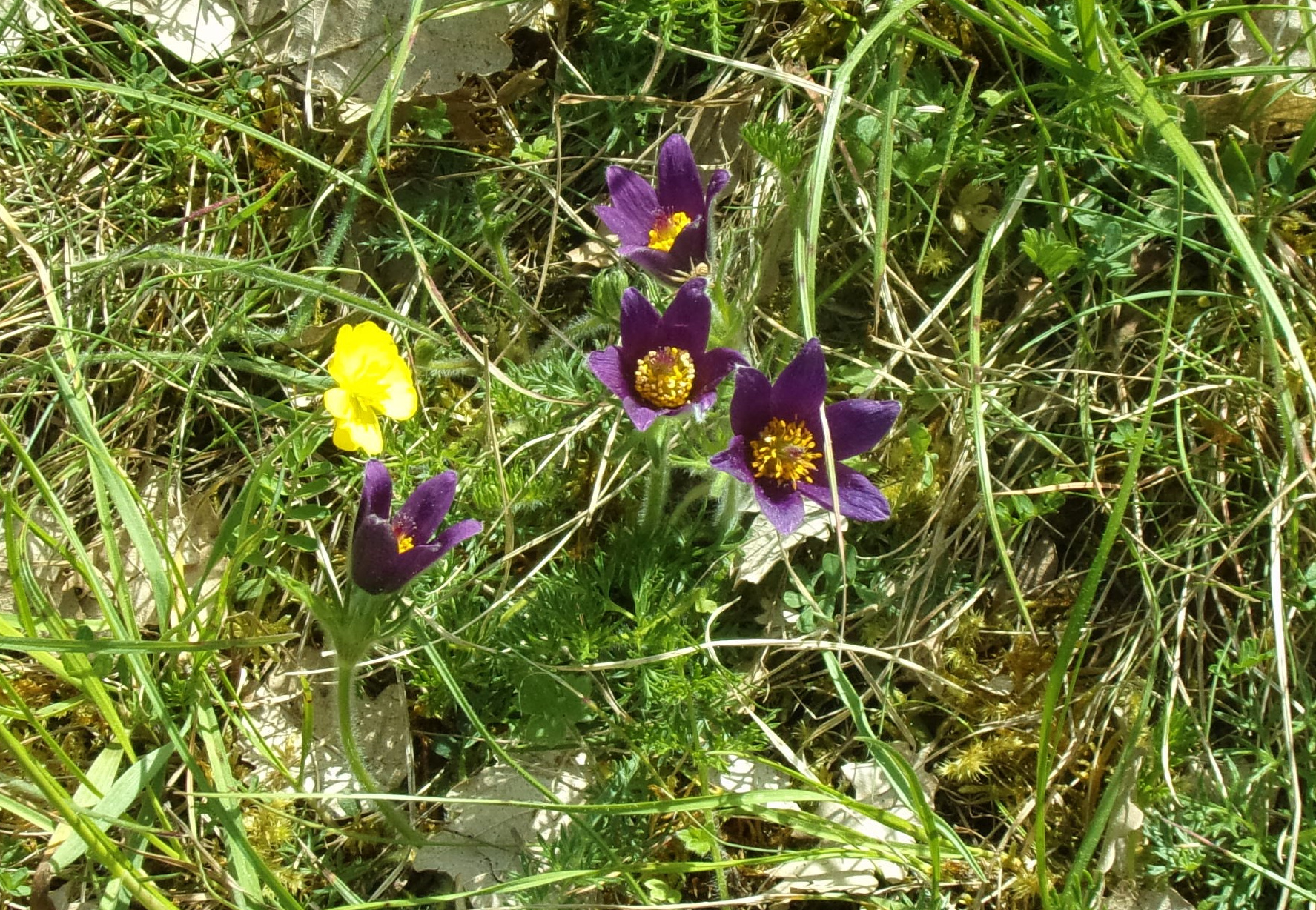
Anémone pulsatille (puy de la Colline).
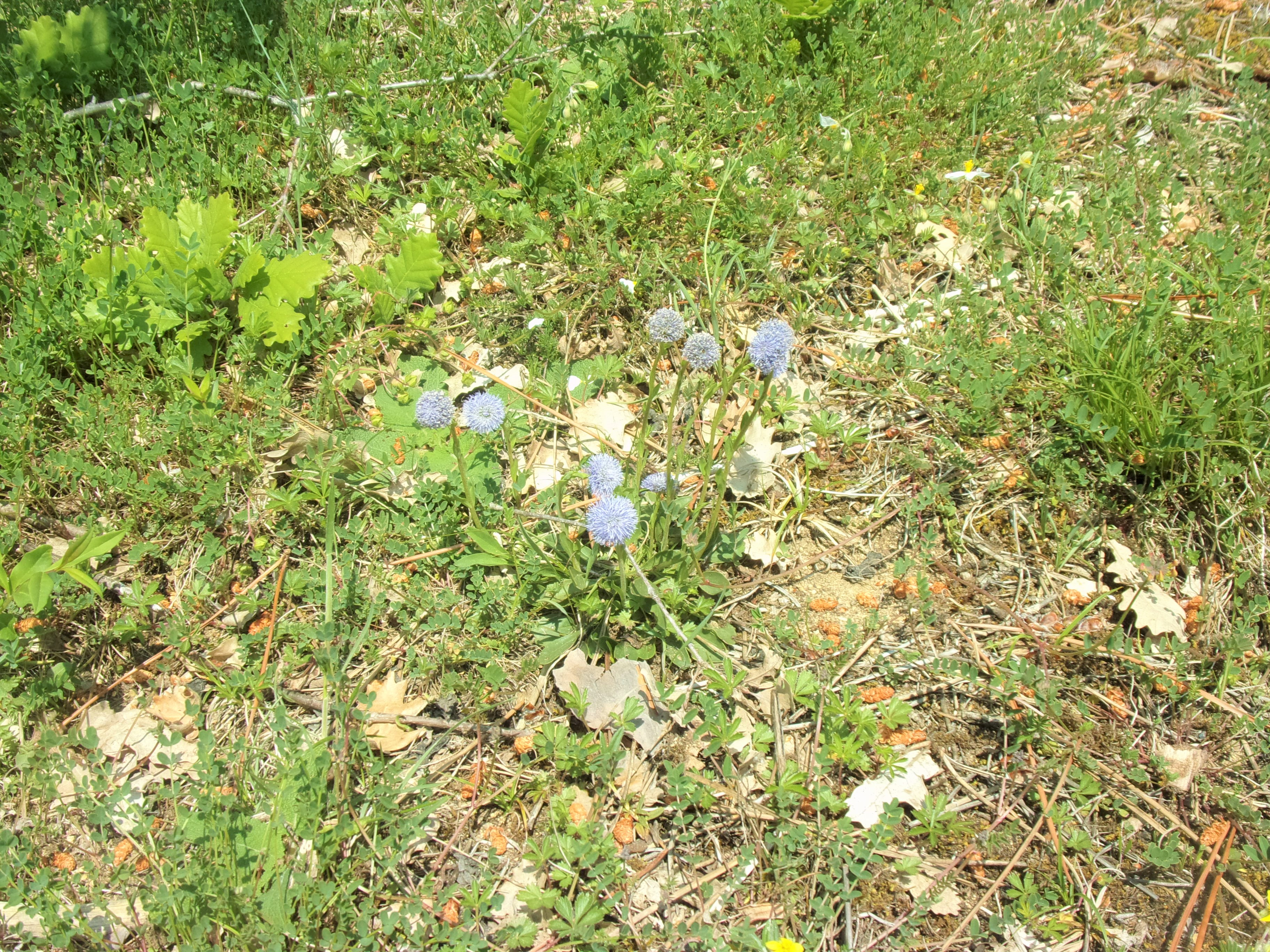
Globulaire commune (puy de la Colline).
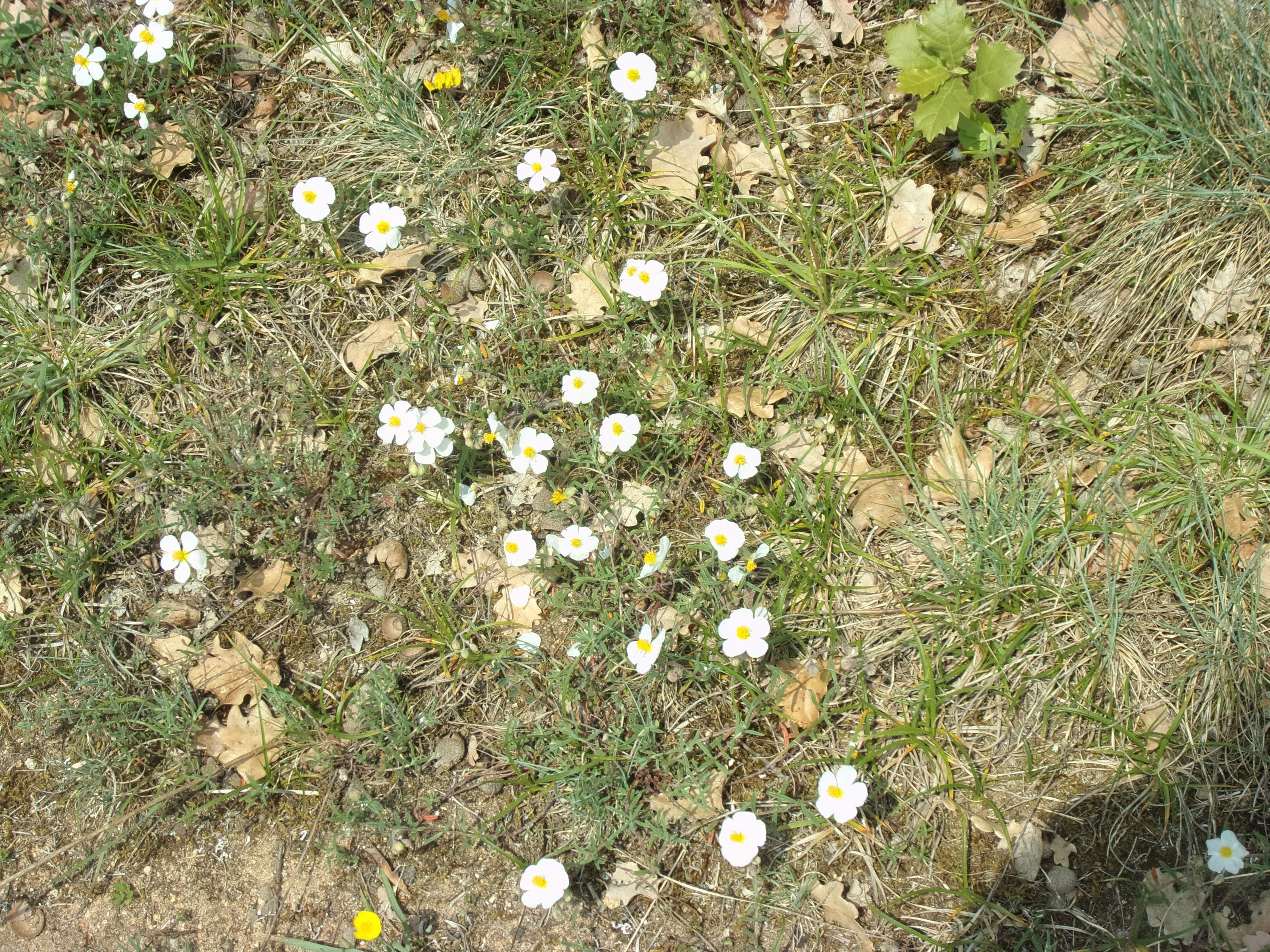
Helianthemum sp. (puy Besnard).
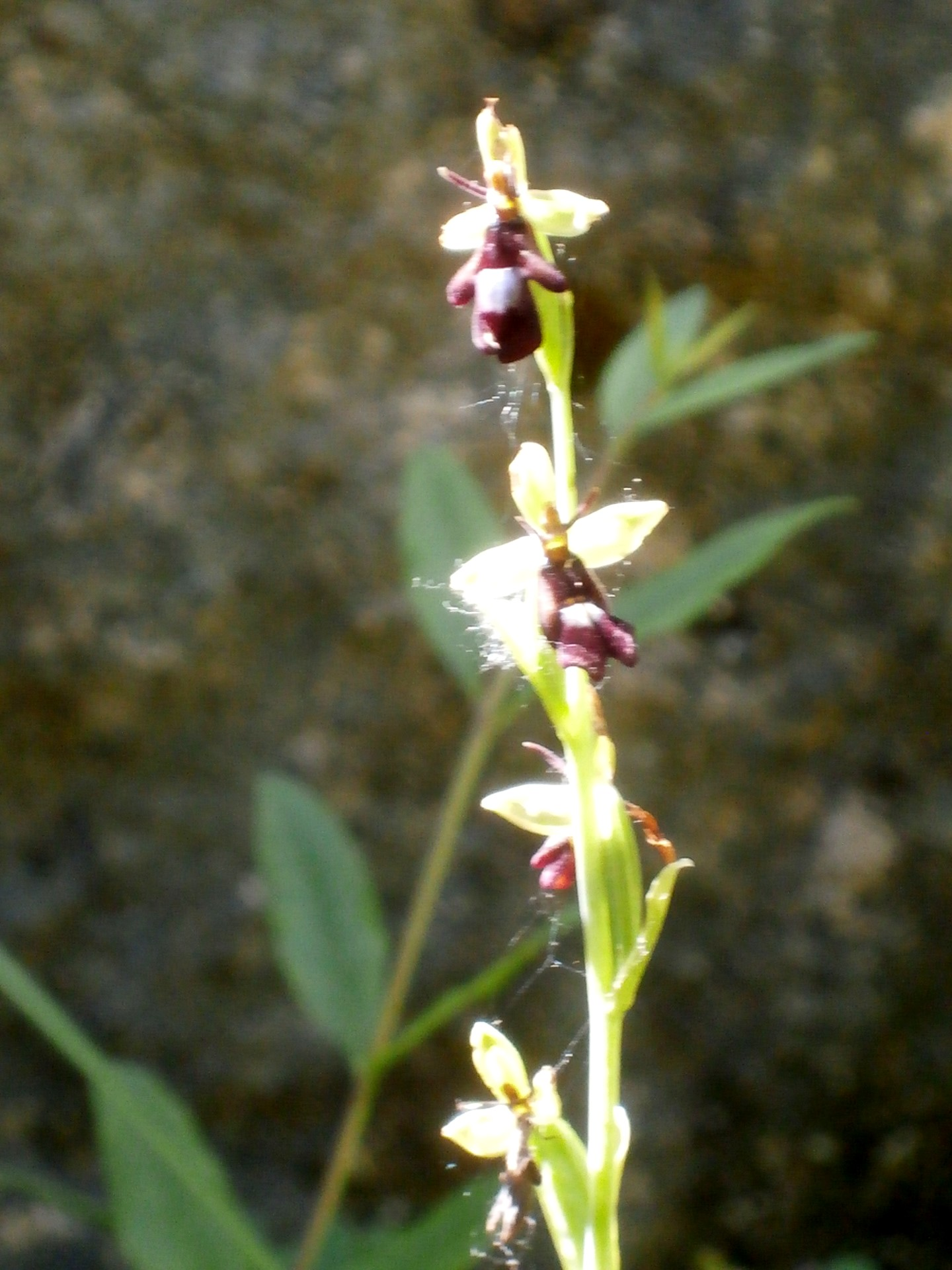
Ophrys mouche (puy de la Colline).
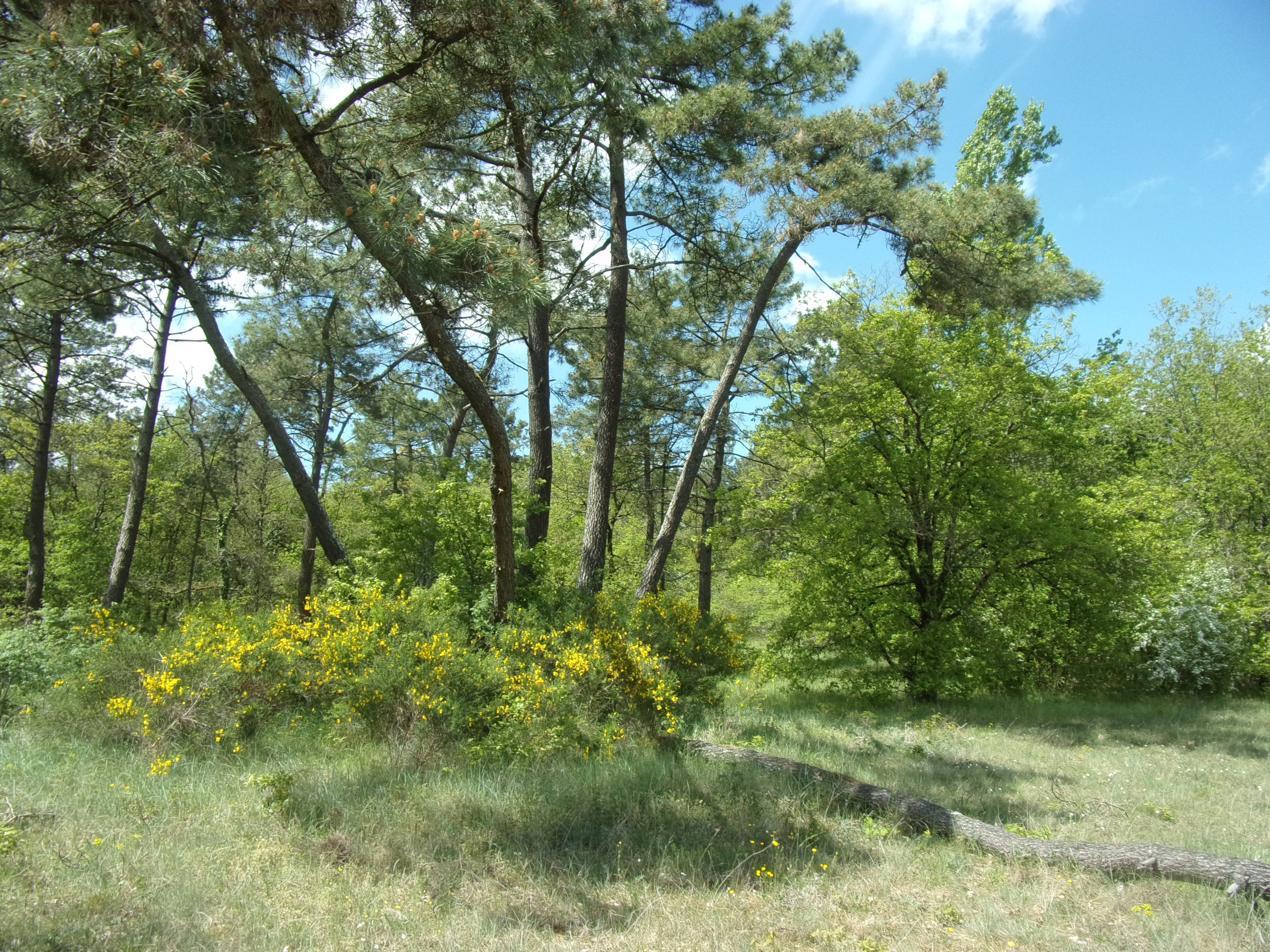
Chêne pubescent, Pin maritime et Genêt à balais (puy du Pérou).

## Activités humaines

### Carrières, habitations et moulins

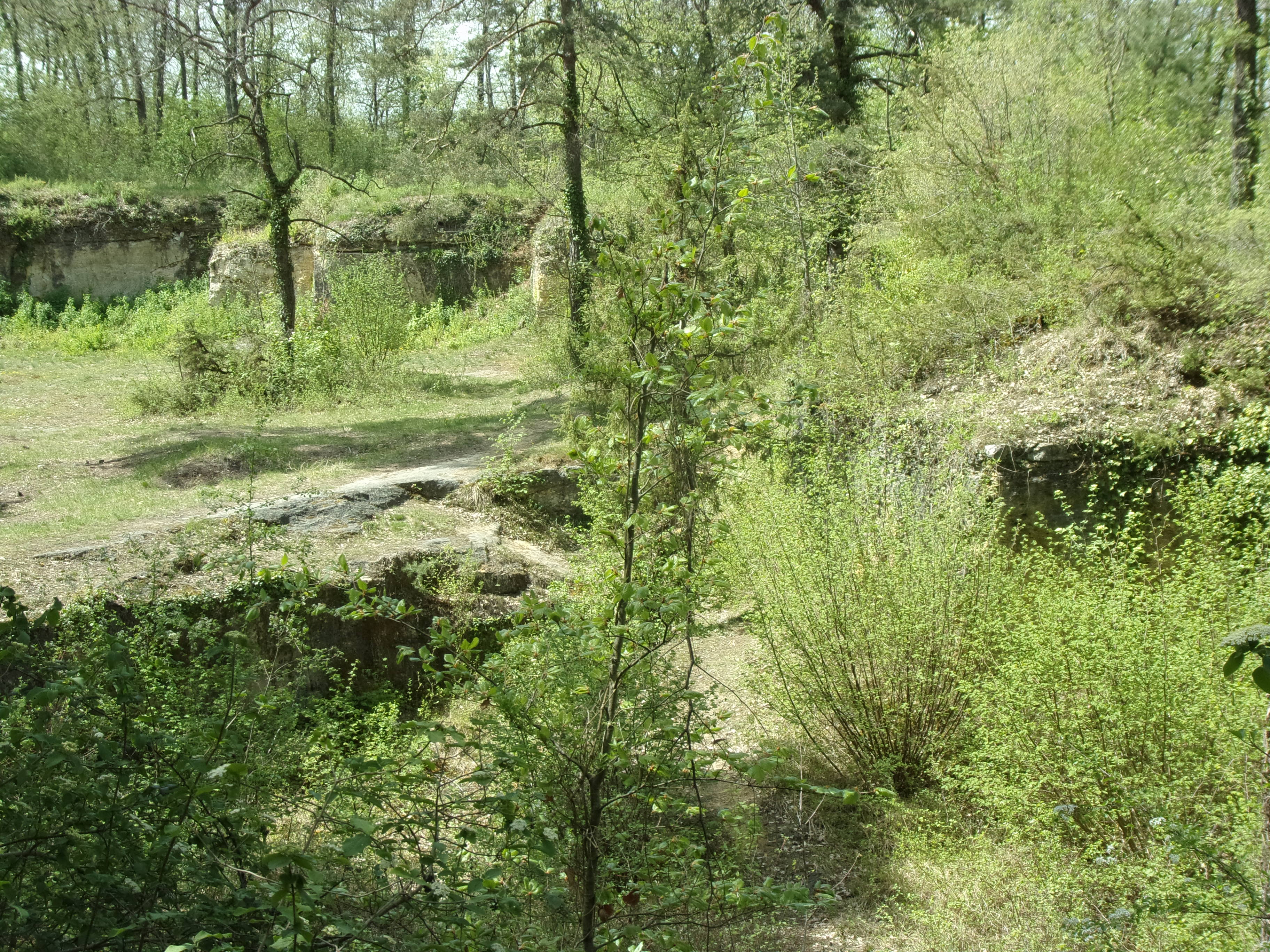
Carrière de tuffeau abandonnée au sommet du puy de la Colline.

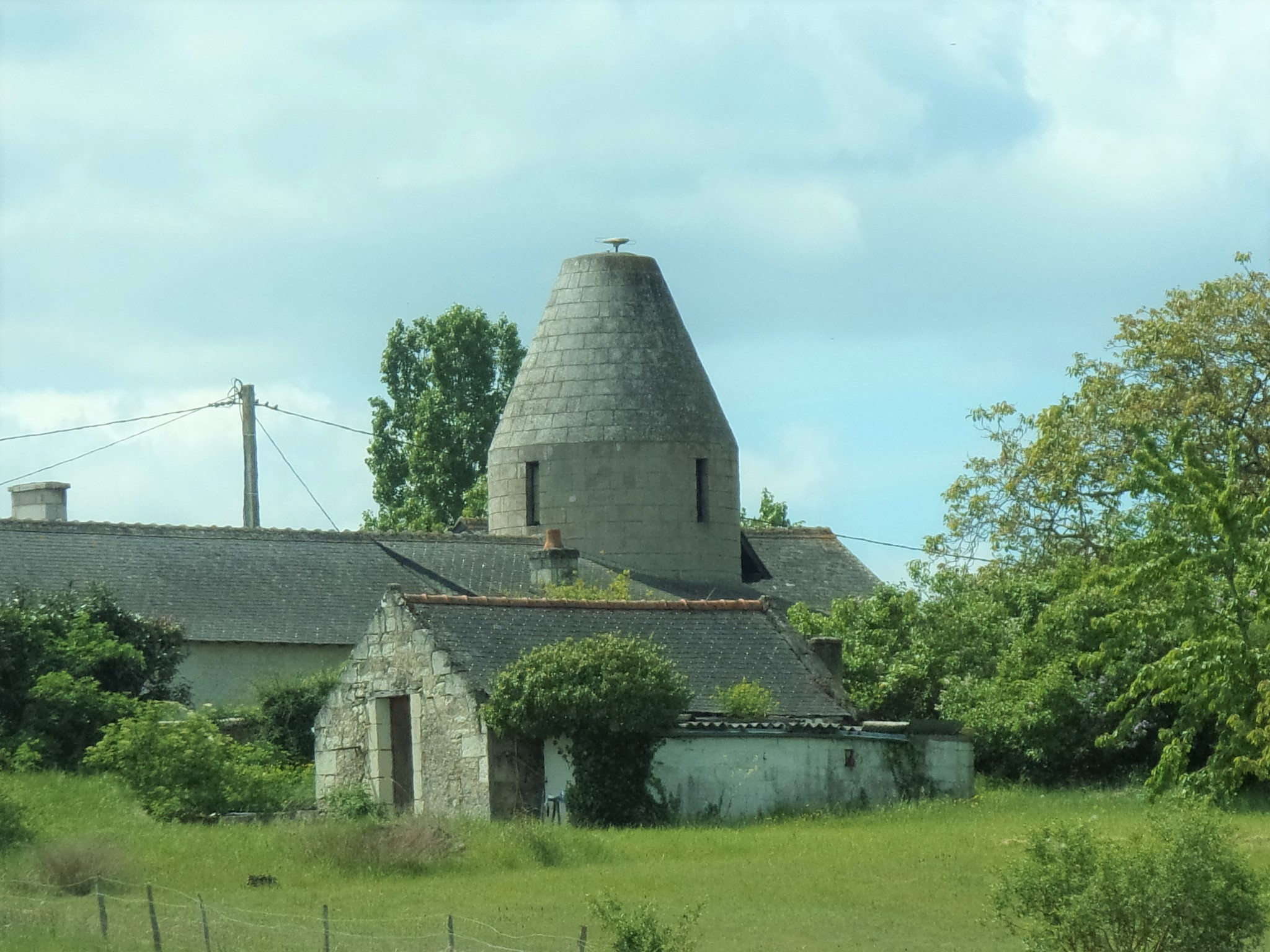
Moulin cavier de Rochette (la hucherolle a disparu).

Le tuffeau jaune qui compose le sous-sol des puys a fait l'objet d'une exploitation probablement dès le XIIe siècle. Cette activité, qui a perduré jusqu'au début du XXe siècle, est désormais abandonnée mais des vestiges de carrières à ciel ouvert subsistent.
Des caves, voire des habitations troglodytiques, profitant parfois des excavations des carrières, sont aménagées à partir des XIVe et XVe siècles mais ne semblent pas voir fait l'objet d'une occupation pérenne ; il faut plutôt y voir des refuges temporaires pendant des périodes de guerre ou d'insécurité.
Des moulins à vent de type moulin cavier ont été construits au sommet de certains de ces puys — il en a été recensé 28 au XIXe siècle — et, même si beaucoup ont disparu ou sont ruinés (puy de la Colline, puy Besnard), d'autres sont encore partiellement debout et leur souvenir persiste grâce à la toponymie : moulins de Rochette ou de Beau-Puy.

### Agriculture

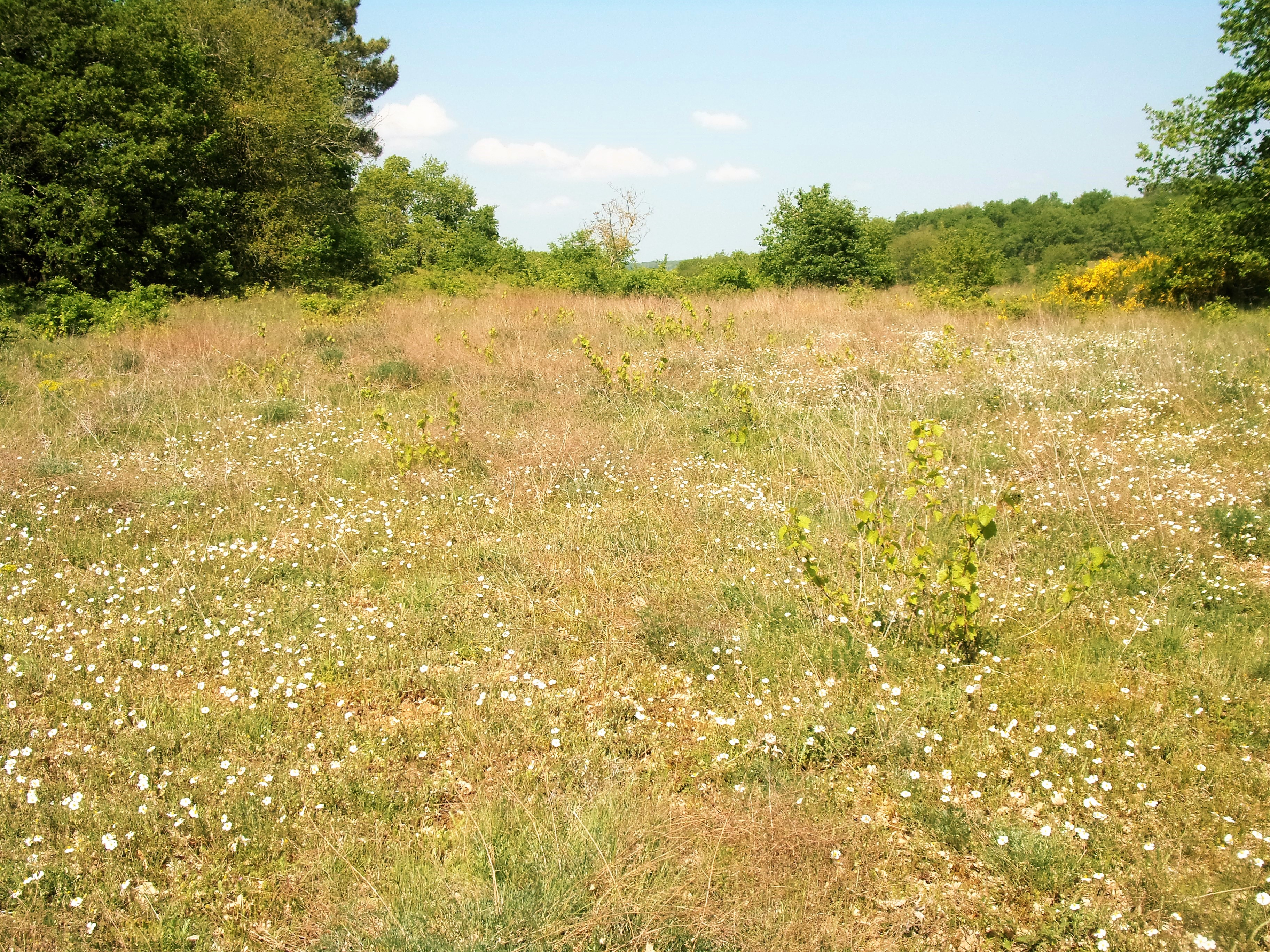
Pelouse sèche s'installant sur une vigne en friche au sud du puy Besnard.

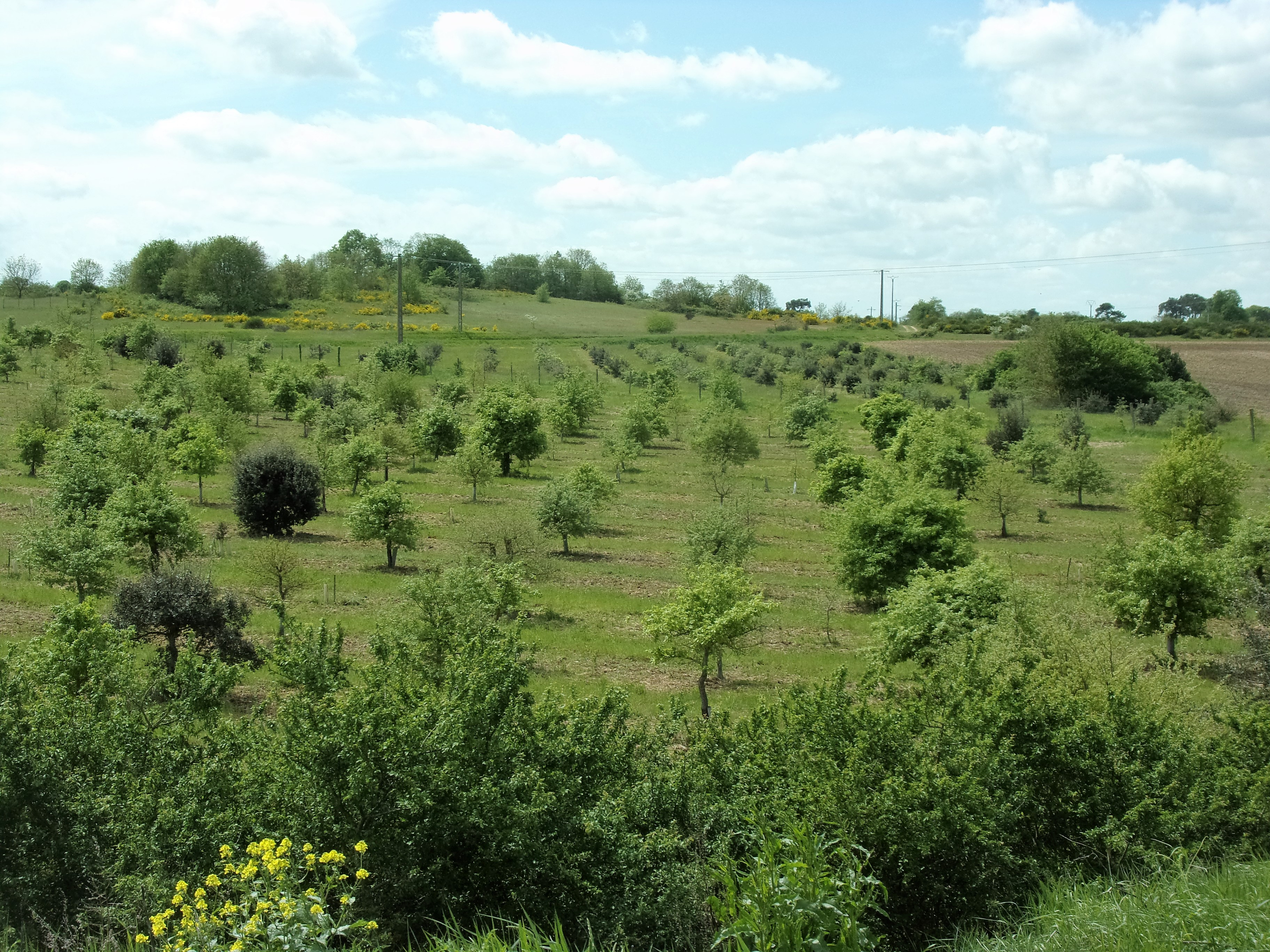
Truffière au pied nord-est d'un puy.

Au XXIe siècle, les espaces naturels ont reconquis beaucoup d'anciennes zones cultivées progressivement abandonnées ; ce phénomène est très sensible depuis les premières décennies du XXe siècle.
Profitant des conditions de sol et de climat particulière, la culture de la vigne n'occupe plus que les pentes ouest ou sud, dans la zone d'appellation Chinon, après avoir été beaucoup plus présente jusqu'à la crise du phylloxéra dans le dernier quart du XIXe siècle ; le maraîchage, la culture des asperges et celle des céréales a totalement disparu, ainsi que le pastoralisme qui concourait à l'entretien des pelouses. Quelques truffières récentes sont implantées sur les pentes nord ou est alors que cette culture, pourtant ancienne dans la région, était très délaissée jusqu'au début du XXe siècle.

### Protection environnementale
- Périmètre du site Natura 2000

Site Natura 2000 des puys du Chinonais.
Périmètre du site Natura 2000

Une partie du territoire des puys du Chinonais est inscrite au titre des espaces naturels sensibles du département. Cette zone concerne un peu plus de 47 ha appartenant au Conseil départemental d'Indre-et-Loire et un peu plus de 12 ha qui sont la propriété du Conservatoire d'espaces naturels Centre-Val de Loire. Cette dernière structure gère l'ensemble du site.
Pour garantir le maintien de la biodiversité, diverses mesures d'entretien et de protection sont mises en œuvre, comme le fauchage régulier et sélectif des pelouses pour éviter leur envahissement par la végétation arbustive. Cette opération se substitue au pastoralisme disparu,.

#### Natura 2000
Depuis 2007, huit des puys du Chinonais sont intégrés à un site Natura 2000 d'une superficie totale de 127,18 ha.

#### ZNIEFF
Deux ZNIEFF sont établies, leur territoire se superposant partiellement avec celui du site Natura 2000 :
- ZNIEFF des pelouses des puys du Chinonais. Son périmètre est presque totalement inclus dans celui du site Natura 2000[11] ;
- ZNIEFF du secteur des puys du Chinonais. La zone concernée par cette ZNIEFF englobe très largement le site Natura 2000[12].

### Mise en valeur touristique

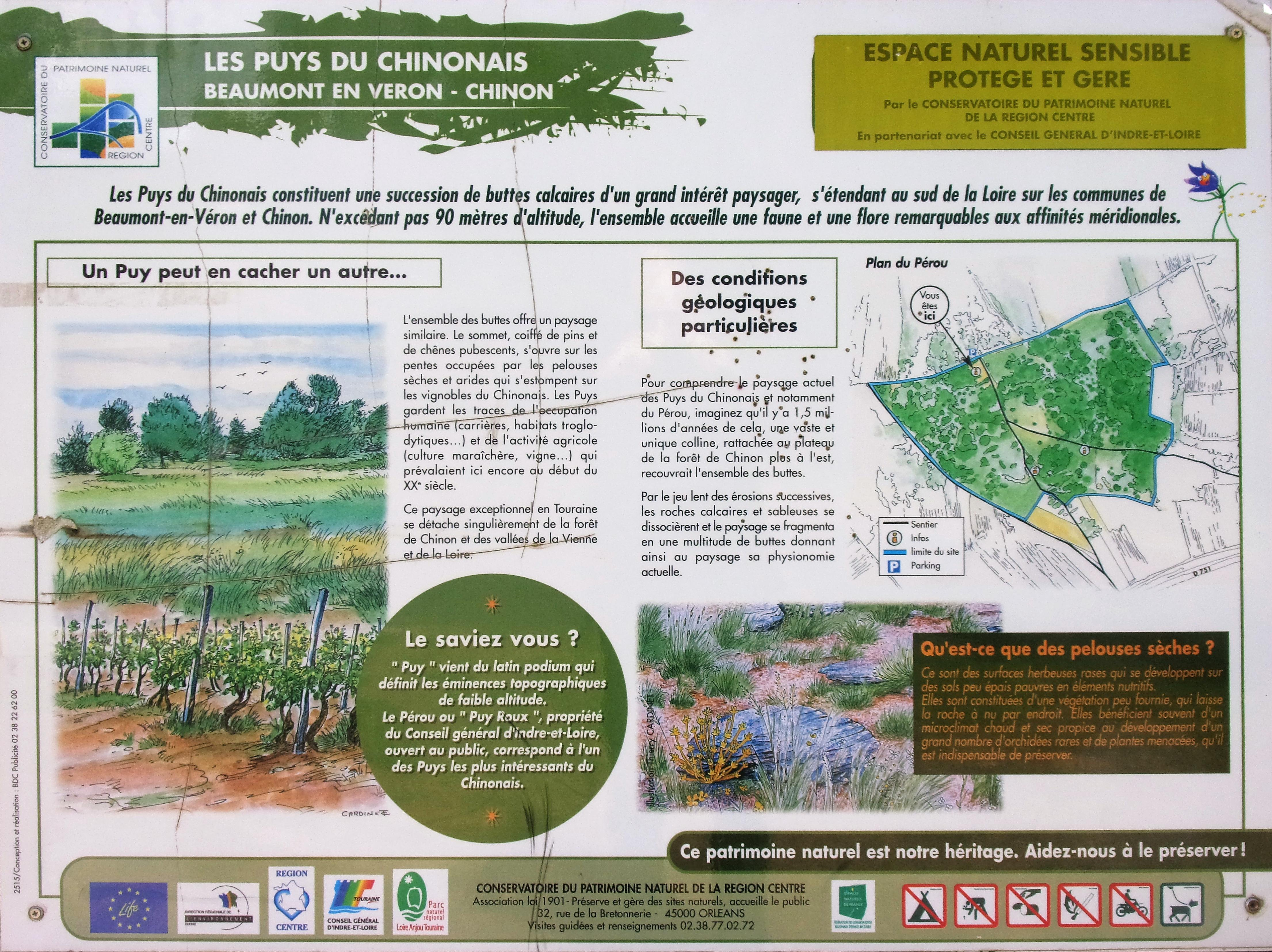
Panneau informatif au puy du Pérou.

Des itinéraires pédestres balisés et jalonnés de panneaux informatifs permettent de parcourir librement les puys toute l'année. Ces panneaux donnent des indications sur le site, son histoire, sa faune, sa flore, mais également sur les consignes à respecter par le visiteur.
À certaines époques-clés, lorsque l'observation de la faune et de la flore se révèle particulièrement intéressante, des visites de groupes (public, scolaires) sont organisées par le conservatoire d'espaces naturels Centre-Val de Loire qui assure la gestion et l'animation du site. Les propriétaires des parcelles concernées sont le Conseil départemental d'Indre-et-Loire (environ 40 % des surfaces) et des propriétaires privés (environ 60 % des surfaces), mais le parcellaire est très morcelé.